# Eudromiella bequaerti
Eudromiella bequaerti är en kackerlacksart som beskrevs av Rehn, J. A. G. 1932. Eudromiella bequaerti ingår i släktet Eudromiella och familjen småkackerlackor. Inga underarter finns listade i Catalogue of Life.